# Estación de Vedra-Ribadulla
Vedra-Ribadulla es una estación ferroviaria situada en la parroquia de Santa Cruz de Ribadulla en el municipio español de Vedra en la provincia de La Coruña, comunidad autónoma de Galicia. La estación no dispone de servicios de viajeros desde el año 2013.

## Situación ferroviaria
La estación se encuentra en el punto kilométrico 355,502 de la línea férrea de ancho ibérico que une Zamora con La Coruña a 172 metros de altitud, entre las estaciones de Santiago de Compostela y Bandeira. El tramo es de vía única y está sin electrificar.
Se encuentra a menos de un kilómetro del puente de Gundián que permite al trazado salvar los 84 metros de desnivel que le separan del río Ulla.

## Historia
La estación fue inaugurada el 8 de septiembre de 1958 con la puesta en marcha del tramo Carballino — Santiago de Compostela de la línea férrea que pretendía unir Zamora con La Coruña. Su explotación inicial quedó a cargo de RENFE cuyo nacimiento se había producido en 1941. 
Desde el 31 de diciembre de 2004 Renfe Operadora explota la línea mientras que Adif es la titular de las instalaciones ferroviarias.

## La estación
El edificio de viajeros, construido en piedra, está formado por dos pisos. Cuenta con dos andenes laterales al que acceden dos vías. Los cambios de andén se realizan a nivel. 